# 卢恰诺·萨沃里尼
卢恰诺·萨沃里尼（義大利語：Luciano Savorini，1885年10月3日—1964年10月30日），生于阿尔真塔，意大利前男子竞技体操运动员。他曾获得1912年夏季奥运会体操比赛男子团体全能金牌。他于1964年在博洛尼亚去世。